# Umeå (comune)
Umeå  è un comune svedese di 114 966 abitanti, situato nella contea di Västerbotten. Il suo capoluogo è la città omonima, capoluogo della contea.

## Località
Nel territorio comunale sono comprese le seguenti aree urbane (tätort):
| #  | Nome       | Popolazione |
| -- | ---------- | ----------- |
| 1  | Umeå       | 75 645      |
| 2  | Holmsund   | 5 482       |
| 3  | Sävar      | 2 672       |
| 4  | Hörnefors  | 2 573       |
| 5  | Röbäck     | 2 300       |
| 6  | Obbola     | 2 175       |
| 7  | Ersmark    | 1 486       |
| 8  | Täfteå     | 1 029       |
| 9  | Tomtebo    | 633         |
| 10 | Innertavle | 549         |
| 11 | Stöcke     | 477         |
| 12 | Hissjön    | 447         |
| 13 | Sörfors    | 397         |
| 14 | Bullmark   | 343         |
| 15 | Flurkmark  | 302         |
| 16 | Tavelsjö   | 247         |
| 17 | Sörmjöle   | 231         |
| 18 | Västibyn   | 219         |
| 19 | Botsmark   | 209         |
| 20 | Stöcksjö   | 205         |

Inoltre sono presenti altri villaggi non urbani come Rödåsel.

## Amministrazione

### Gemellaggi
- Saskatoon
- Qufu
- Helsingør
- Vaasa
- Würzburg
- Guanajuato
- Harstad
- Petrozavodsk
- Osmangazi
- Nilufer